# Teatro da UFPE
O Teatro da UFPE é um teatro localizado na cidade do Recife, capital do estado brasileiro de Pernambuco. Com 1.931 lugares, é o segundo maior teatro de Pernambuco, após o Teatro Guararapes, e está entre os dez maiores teatros do Brasil. Faz parte do complexo do Centro de Convenções da Universidade Federal de Pernambuco.

## Características
Localizado no Centro de Convenções da Universidade Federal de Pernambuco, o Teatro da UFPE dispõe de 1.931 lugares em uma área total de 1.215 m², com pé-direito entre 2,8 e 15 metros.